# Calicotome villosa
Espèce
Classification phylogénétique
Calicotome villosa, de nom commun Calicotome velue ou Cytise laineux, est une espèce de plantes à fleurs de la famille des Fabaceae et du genre Calicotome. C'est un arbuste trouvé autour de la Méditerranée.

## Description
Calicotome villosa est un arbuste pouvant atteindre 2 m de hauteur. Les épines et les branches ont une couleur blanchâtre et sont traversées longitudinalement par des rainures vertes qui lui donnent un aspect strié. Il est très similaire à Calicotome spinosa mais avec les feuilles pourvues d'un fin revêtement appliqué. Les rameaux et les légumineuses sont tomenteuses. Il a des feuilles trifoliées avec des poils sur la face inférieure, caduques. Ses gousses sont couvertes de poils blanchâtres, d'où le nom de villosa. Les fleurs jaunes naissent en groupes de 4 à 12 nœuds sur les épines, le calice est en coupe et poilu, la corolle jaune mesure de 12 à 15 mm. L'arbuste fleurit de janvier à avril.

## Distribution
Calicotome villosa est présent tout autour de la mer Méditerranée.
Il est présent dans les coteaux rocheux et des endroits broussailleux, des bosquets de palmiers nains et sous-bois de forêts de chênes-lièges et de pins.

## Utilisation
Calicotome villosa peut donner une teinture verte de la même manière que Ulex europaeus.
Il possède des vertus antiseptiques.

## Parasites
La fleur a pour parasite Aphis cytisorum (sv). Le fruit a pour parasite Bruchus ulicis (nl), Bruchus perezi (nl), Bruchidius lividimanus, Bruchidius villosus, Exapion canescens, Asphondylia calycotomae (sv). La feuille a pour parasite Orthotylus virescens, Bryobia graminum (sv), Agonopterix scopariella, Oryxolaemus flavifemoratus, Aspidiotus nerii, Oryxolaemus scabiosus (pt), Phyllonorycter triflorella (en), Leucoptera calycotomella (en), Ctenocallis israelicus (sv). Le bourgeon a pour parasite Asphondylia calycotomae. La racine a pour parasite Anthaxia funerula (pt), Anthaxia myrmidon (id), Phloeotribus cristatus, Liparthrum genistae, Phloeotribus rhododactylus (pt), Trifurcula calycotomella (en), Arytainilla cytisi (sv).